# Oxalis rubens
Oxalis rubens är en harsyreväxtart som beskrevs av Adrian Hardy Haworth. Oxalis rubens ingår i släktet oxalisar, och familjen harsyreväxter. Inga underarter finns listade i Catalogue of Life.